# 長音寺 (東松島市)
長音寺（ちょうおんじ）は宮城県東松島市の寺。1416年に開創、曹洞宗。

## 略歴
1416年（応永23年）、林翁良秀大和尚によって浅井に開山。
1905年（明治38年）現在の地に本堂を移転した。
2011年3月11日の東北地方太平洋沖地震による津波で、宮城県の特別名勝松島保存管理計画の対象であった本堂を失い、前年に完成した会館も被災した。また、この津波で住職も亡くなっている。津波の影響で本堂の屋根は50mほど押し流されて東名運河に沈んだ。

## アクセス
- 三陸沿岸道路鳴瀬奥松島インターチェンジから車で7分
- 仙石線野蒜駅から車で3分